# Nitrato di zinco
Il nitrato di zinco è un sale di zinco dell'acido nitrico; è un composto chimico inorganico con la formula Zn(NO3)2. Questo sale bianco e cristallino è altamente deliquescente e si incontra tipicamente come Zn(NO3)2•6H2O esaidrato, motivo per cui è molto raro cristallizzare il nitrato di zinco con nessuna molecola di acqua nel solido. È solubile sia in acqua che in alcool.
A temperatura ambiente si presenta come un solido bianco inodore. La struttura più comune è il nitrato di zinco diidrato, una struttura determinata da D. Petrovic e B. Ribár nel 1975. Può anche cristallizzare come tetra- o esaidrato. È un composto nocivo e irritante.

## Sintesi e reazioni
Il nitrato di zinco viene solitamente preparato sciogliendo lo zinco in acido nitrico; questa reazione è dipendente dalla concentrazione, con una reazione in acido concentrato che forma anche nitrato di ammonio:
{\displaystyle {\ce {Zn\ +\ 2HNO3(diluito)->Zn(NO3)2\ +\ H2O}}}
{\displaystyle {\ce {4Zn\ +\ 10HNO3(concentrato)->4Zn(NO3)2\ +\ NH4NO3\ +\ 3H2O}}}
Per riscaldamento, subisce una decomposizione termica per formare ossido di zinco, diossido di azoto e ossigeno.
{\displaystyle {\ce {2Zn(NO3)2->2ZnO\ +\ 4NO2\ +\ O2}}}

## Applicazioni
Il nitrato di zinco non ha applicazioni su larga scala, ma viene utilizzato su scala di laboratorio per la sintesi di polimeri di coordinazione. La sua decomposizione controllata in ossido di zinco è stata utilizzata anche per la generazione di varie strutture a base di ZnO, inclusi i nanofili.
Può essere usato come mordente nella tintura. Un esempio di reazione dà un precipitato di carbonato di zinco:
{\displaystyle {\ce {Zn(NO3)2\ +\ Na2CO3->ZnCO3\ +\ 2NaNO3}}}